# フィネアシ・フナキ
フィネアシ・フナキ（Fineasi Funaki,1966年-2010年11月13日）は、トンガの政治家。かつての内閣において観光大臣を務めていた。彼は人権と民主主義運動のメンバーであった。元は高校教師であった。 
フナキは ブリガムヤング大学ハワイ校で学ぶ前に、 トンガカレッジとトンガ教師養成カレッジで教育を受けた。  彼は2005年の選挙でハアパイ諸島人民代表に選出された。 2006年5月に観光大臣に任命され 、2008年の選挙後に再任された。 
フナキは、健康不良のため2010年9月に内閣を辞任した。  